# Apostolepis phillipsae
Apostolepis phillipsae är en ormart som beskrevs av Harvey 1999. Apostolepis phillipsae ingår i släktet Apostolepis och familjen snokar. Inga underarter finns listade i Catalogue of Life.
Arten är endast känd från en liten region i departementet Santa Cruz i östra Bolivia. Exemplar hittades vid 195 meter över havet. Apostolepis phillipsae lever vid strandkanten av floder i torra tropiska skogar. Individerna gräver i marken. Antagligen besöks även öppna angränsande landskap.
Utbredningsområdet har inte mycket förändrats sedan artens upptäckt. Ifall Apostolepis phillipsae når angränsande områden av Brasilien så finns där intensivare skötsel av nötkreatur. Etablering av jordbruk med stora maskiner skulle påverka beståndet negativt. IUCN listar arten på grund av den begränsade utbredningen som sårbar (VU).